# Chez moi (film)
Pour les articles homonymes, voir Chez moi (homonymie).
Pour plus de détails, voir Fiche technique et Distribution.
Chez moi (Hogar) est un thriller psychologique espagnol écrit et réalisé par Àlex et David Pastor, sorti en 2020.
Il est présenté en avant-première mondiale au Festival du cinéma espagnol de Malaga en 2020.

## Synopsis
Javier est un directeur publicitaire heureux avec sa femme et son fils de 13 ans. Mais après son licenciement soudain, le loyer de son appartement de luxe le décide à déménager dans un logement beaucoup plus petit dans un quartier modeste, au détriment de sa femme et de son fils. Au chômage, il ne parvient plus à trouver de travail, perd la complicité qu’il avait avec son fils et entre dans une dépression qui l’amène à rejoindre un groupe d’aide se réunissant toutes les semaines. Il y rencontre Tomás, le nouveau locataire de son ancien appartement. Ivre de jalousie et de rancune, il infiltre petit à petit la famille de Tomás et se rapproche peu à peu d'une folie meurtrière.

## Fiche technique
Sauf indication contraire, les informations mentionnées dans cette section peuvent être confirmées par la base de données cinématographiques IMDb,  présente dans la section « Liens externes ».
- Titre original : Hogar
- Titre français : Chez moi
- Réalisation et scénario : Àlex et David Pastor
- Musique : Lucas Vidal
- Décors : Sylvia Steinbrecht
- Costumes : Irantzu Campos
- Photographie : Pau Castejon
- Montage : Martí Roca
- Production : Adrián Guerra, Marta Sánchez	et Núria Valls
- Société de production : Nostromo Pictures
- Société de distribution : Netflix
- Pays de production :  Espagne
- Langue originale : espagnol
- Format : couleur - numérique - 2,35:1 - son Dolby Digital
- Genre : thriller psycho-dramatique
- Durée : 103 minutes[3]
- Dates de sortie :
  - Espagne : 20 mars 2020 (Festival du cinéma espagnol de Malaga)[1]
  -  : 14 avril 2020[4]
- Classification :
  - États-Unis : R
  - France : Interdit aux moins de 12 ans (visa d'exploitation)

## Distribution
- Javier Gutiérrez (VF : Pascal Germain) : Javier Muñoz
- Mario Casas (VF : Damien Boisseau) : Tomás
- Bruna Cusí (VF : Véronique Desmadryl) : Lara
- Ruth Díaz (VF : Josy Bernard) : Marga
- David Ramírez (es) (VF : Jean-Philippe Pertuit) : Damián
- David Selvas : Darío
- David Verdaguer (VF : Michaël Aragones) : Raul
- Vicky Luengo (VF : Alexandra Ansidei) : Natalia

Version française
- Direction artistique : Ivana Coppola
- Studio de doublage : Hiventy
- Adaptation : Juliette De La Cruz

 Source et légende : version française (VF) sur RS Doublage

## Production

### Tournage
Le tournage a lieu à Barcelone.